# Počasni bleiburški vod
Počasni bleiburški vod (PBV; njem. Bleiburger Ehrenzug) hrvatska je udruga koja održava sjećanje na žrtve Bleiburške tragedije. Sjedište udruge nalazi se Klagenfurtu, uz podružnicu u Zagrebu. 

## Povijest
PBV su 1951. godine u tajnosti utemeljili prognani Hrvati Ante Mikrut, Nikola Martinović i Franjo Vranjković, koji su pukom srećom preživjeli Bleiburšku tragediju 1945. godine, u izbjegličkom kampu u Klagenfurtu. U krugu osnivača bio je i Ilija Abramović, poslije rizničar, predsjednik i počasni predsjednik. Svake godine od 1952. godine Hrvati iz cijele Europe i inozemstva posjećuju godišnju ceremoniju obilježavanja koju organizira PBV na spomen obilježju na Loibacher Feldu u Bleiburgu. Godine 1957. PBV je podigao spomen-kamen na vojnom groblju u blizini Völkermarkta za hrvatskog generala Tomislava Rolfa.
Krajem 1965. godine članovi PBV-a kupili su zemljište od 2016 m2 na Loibacher Feldu, gdje su svake godine održavali komemoracije za hrvatske žrtve. Uz suglasnost austrijskih vlasti PBV je tu izgradio spomen-kamen za žrtve pokolja u Bleiburgu od 1985. do 1987. godine. Spomenik je obnovljen i proširen od studenoga 2004. godine i danas se sastoji od natkrivenog oltara, središnjeg spomen-kamena usred visokih smrekovih stabala i još jedne spomen-ploče. Daljnja spomen-obilježja podigli su PBV u Ulrichsbergu, St. Veitu i Bad Eisenkappelu.
Svečanosti sjećanja, smještene samo tri kilometra od državne granice komunistička Jugoslavija doživljavala je kao provokaciju jer se tada smatralo da su tamo otkriveni simboli neovisne Hrvatske koji su bili strogo zabranjeni u Jugoslaviji. PBV i godišnja komemoracija hrvatskih žrtava bili su meta jugoslavenske tajne službe UDBA-e. Nakon toga je uslijedilo nekoliko napada eksplozivima protiv antikomunističkih skupova, a 17. veljače 1975. godine i ubojstvo 65-godišnjeg Nikole Martinovića, suosnivača PBV-a te glavnog organizatora njege hrvatskih grobova i kulture sjećanja u Austriji.
Ubojstvom Martinovića u svojoj cvjećarnici u Klagenfurtu jugoslavenske komunističke vlasti pokazale su koliko im je značajno bilo pitanje žrtava Bleiburga.
Nakon raspada Jugoslavije Hrvatski sabor postao je pokrovitelj godišnjih obreda komemoracije PBV-a, u kojima su bez iznimke bili prisutni predsjednik Hrvatskog sabora ili njegov zamjenik i predstavnici vlasti. Predsjednici vlade Ivica Račan i Ivo Sanader osobno su posjetili spomen-mjesto i položili vijence. Predsjednici Franjo Tuđman i Stjepan Mesić poslali su predstavnike ili vijence. Na komemorativnim događajima sudjeluju i službeni predstavnici Parlamenta BiH, te predstavnici Katoličke Crkve u Hrvatskoj i Bosni i Hercegovini. Molitve govore i predstavnici Islamske zajednice Republike Hrvatske a 2005. godine osobno i veliki muftija Hrvatske Ševko Omerbašić.

## Vanjske poveznice
- Službena stranica udruge
- prilog na YouTubeu